# Washington Geraldo Dias Alves
Washington Geraldo Dias Alves (Barão de Cocais-MG, 3 de setembro de 1947), mais conhecido como Washington Alves, é um ex-futebolista brasileiro que atuava como zagueiro. Ele é irmão do Geraldo Assoviador, meio-campista do Flamengo da geração Zico, e pai do atacante Ederzito António Macedo Lopes, que disputou a Copa do Mundo de 2014 por Portugal.

## Carreira
De acordo com o o Almanaque do Flamengo, de Roberto Assaf e Clóvis Martins, ele defendeu o Flamengo de 1969 a 1974 em 85 jogos (40 vitórias, 27 empates e 18 derrotas) e não marcou nenhum gol.. Depois, foi para Portugal, onde jogou por mais de dez anos de sua carreira, muitos deles em equipes de primeira divisão
Depois de encerrar a carreira de jogador, trabalhou como técnico nas ligas inferiores portuguesas.

## Conquistas
Flamengo
- Taça Guanabara - 1970, 1972, 1973
- Campeonato Carioca: 1972, 1974